# ブリス・ペルマン
ブリス・ペルマン（Brice Pelman、1924年9月11日 - 2004年10月17日）はフランスの推理作家。本名ピエール・ポンサール（Pierre Ponsart）。初期はピエール・ダルシス（Pierre Darcis）というペンネームを使用していた。

## 人物、作風
1960年代から1990年代まで、心理サスペンス的な推理小説を多数発表した。ブラック・ユーモアと奇妙な味が特徴的なサスペンス小説で知られている。フレッド・カサック、ピエール・シニアック、ユベール・モンテイエと並ぶフランス・ブラック・ユーモア派の第一人者といえる。
1968年から1986年までフルーヴ・ノワール社（Fleuve noir）の推理小説レーベル「スペシャル・ポリス叢書」（Spécial Police）で多数のサスペンス小説を発表した。推理作家、推理小説評論家のミシェル・ルブランは、スペシャル・ポリス叢書の作家の中で、フレデリック・ダール（Frédéric Dard）、G.-J. アルノー（G.-J. Arnaud）とともに、質的に最高の作家3人の1人がブリス・ペルマンであると評価している。
ジャン＝パトリック・マンシェットやA・D・Gの登場によって「ネオ・ポラール」と呼ばれる犯罪小説の潮流が生まれた時期に活躍したが、ペルマンはこうした流行には影響されず、独自のサスペンス小説を書き続けた。ネオ・ポラールが暴力的なまでのリアリズムと政治的なテーマ性を重視したのに対し、ペルマンは推理小説を「現代のおとぎ話」とする考えを守り続け、心理的なミステリーにこだわり抜いた。
作風としてはアルフレッド・ヒッチコックの映画を思わせる巻き込まれ形式のスリラーが多い。事件の描き方としては、犯罪者の視点から描いた倒叙式のサスペンス（ 『片目の男を殺せ』、『穢れなき殺人者』など）と、事件に巻き込まれた人物や警察官による謎解き形式（『喪には喪を』、『顔のない告発者』など）とを書き分けている。謎解き形式の小説では伏線の張り方の巧妙さが評価されているが、本格ミステリというよりもサスペンスに近い作風であり、ロジックやフェアプレイには拘っていない。
少年や少女の視点で犯罪物語を描くことが得意である。但し子供向けミステリーではなく、子供が犯罪に巻き込まれる物語をブラック・ユーモアをこめた皮肉なタッチで描いている。« Welcome & Zoé »（少年ウェルカムと少女ゾーエ）、« La maison dans les vignes »（ブドウ畑の家）、『穢れなき殺人者』、« L’amour à vif »（むき出しの愛）、« Le jardin des morts »（死者の庭園）といった作品が知られる。
1980年代にはミステリ批評家賞とジョルジュ・ギユ推理小説大賞を受賞している。

## 代表作
フランス本国で評価の高い作品を以下にリストアップする（発表順）。
| 刊行年 | 作品名                        | 題名和訳                              |
| ------ | ----------------------------- | ------------------------------------- |
| 1968年 | « Borgne à tuer »             | （片目の男を殺せ）                    |
| 1970年 | « Le havre du diable »        | （悪魔の隠れ家）                      |
| 1970年 | « Dansez maintenant »         | （ムーンライト・セレナーデ）          |
| 1971年 | « Deuil pour deuil »          | （喪には喪を）                        |
| 1971年 | « Les cafards »               | （ゴキブリ）                          |
| 1972年 | « Le souffre-douleur »        | （身代わり）                          |
| 1972年 | « Morte avant terme »         | （早すぎた死）                        |
| 1972年 | « Angela »                    | （アンジェラ）                        |
| 1976年 | « Psychodrame »               | （サイコドラマ）                      |
| 1977年 | « Le congélateur »            | （冷凍庫）                            |
| 1977年 | « Annabelle, qui es-tu ? »    | （アナベル、あなたは誰？）            |
| 1979年 | « Welcome & Zoé »             | （少年ウェルカムと少女ゾーエ）        |
| 1979年 | « Le ver dans l’île »         | （島の虫）                            |
| 1980年 | « La maison dans les vignes » | （ブドウ畑の家）                      |
| 1980年 | « La péniche au trésor »      | （宝船）                              |
| 1981年 | « Attention les fauves »      | 『穢れなき殺人者』 （創元推理文庫刊） |
| 1981年 | « L’inconnue du téléphone »   | （電話の向こうの見知らぬ女）          |
| 1982年 | « Un innocent, ça trompe »    | （罪なき者はかく欺けり）              |
| 1982年 | « In vino veritas »           | （酒の中に真有り）                    |
| 1983年 | « L’affaire d’Hauterive »     | 『顔のない告発者』 （創元推理文庫刊） |
| 1984年 | « L’échappée belle »          | （美しき逃走）                        |
| 1985年 | « L’amour à vif »             | （むき出しの愛）                      |

フランスのペーパーバック作家としてはそれほど乱作しておらず、基本的に高い水準を維持して書き続けた作家と評価されている。
但し駄作が全くないわけではなく、1973年の« Les mues et les morts »（羽毛と死人）、1974年の« La lézarde au soleil »（太陽のトカゲ）、1979年の« Le gourou du Pirée »（ピレウスの教祖）は失敗作とされている。

## 略歴
1924年、モロッコ王国カサブランカで生まれる。
第二次世界大戦下では、19歳の時に入隊し、ノルマンディー上陸作戦とパリ解放に参加した。1956年に南フランスのニースに定住し、 英語教師の妻ニコレットとともに雑誌「ミステリ・マガジン」（Mystère magazine）で英米推理小説の翻訳家としてキャリアをスタートさせた。
1960年に最初の長編小説« Le cadavre et moi »（死体と私）を執筆。ファイヤール社のピエール・ノール監修による推理小説シリーズ「犯罪の冒険」叢書（L’aventure criminelle）から刊行された。
当初はピエール・ダルシスというペンネームでデビューし、1967年までそれを使い続けた。1962年には「ミステリ・マガジン」誌に短編小説« Complexe posthume »（死後の混乱）を発表（ピエール・ダルシス名義）。
1962年にはフィリップ・ニコー主演の刑事ドラマ« L’inspecteur Leclerc enquête »（1961～63）の脚本に参加している。
1960年代にはシャンゼリゼ書店（Librairie des Champs-Élysées）の「マスク叢書」（Le Masque）からも推理小説やスパイ小説を4冊刊行した。ピエール・ダルシス名義の初期長編のうち、« Un pavé pour l’enfer »（地獄への舗道）と« L’espompe »（ぼやけた影）の二作は優れたサスペンス小説として評価が高いが、復刊されないまま古書市場でも入手困難となっている。他の二作はユーモア・スパイ小説である。
1968年、パリのフルーヴ・ノワール社（Fleuve noir）の推理小説シリーズ「スペシャル・ポリス叢書」（Spécial Police）から長編小説« Borgne à tuer »（片目の男を殺せ）を刊行。作者の生まれ故郷であるモロッコのカサブランカを舞台にした倒叙形式のサスペンスである。当時のフランスの推理小説で多く見られた、三角関係のもつれが招く殺人事件を取り上げた心理的スリラーであり、アリバイの偽装から破綻までを精緻に練られたプロットで描いている。本作を刊行するに当たって、ペンネームをブリス・ペルマンに改名した。その後1968年から1986年頃までスペシャル・ポリス叢書から多数の推理小説を刊行した。
1971年に代表作« Deuil pour deuil »（喪には喪を）をスペシャル・ポリス叢書から刊行。同叢書のデビュー作« Borgne à tuer »と同様に不倫関係のもつれが殺人に発展する心理スリラーであるが、プロットがより複雑になっておりサスペンス描写やストーリー展開の意外性も高度に洗練されている。ペルマンにとって初期の代表作といえる。
初期の傑作として、1972年にスペシャル・ポリス叢書から刊行した« Le souffre-douleur »（身代わり）も挙げられる。冴えない中年男性が隣家の女性を覗き見する悪癖にとり憑かれるが、女性が殺害されたことから容疑をかけられてしまうサスペンスである。ブリス・ペルマンの持ち味であるブラック・ユーモアがよく現れた佳作といえる。
1979年から1982年までがブリス・ペルマンの絶頂期といえる。この時期に代表作の多くを発表しており、二つの推理小説大賞を受賞している。
1979年に« Welcome & Zoé »（少年ウェルカムと少女ゾーエ）をスペシャル・ポリス叢書から刊行。犯罪に関わる書類を持って寄宿舎を逃げ出した少女ゾーエが、ウェルカムと名乗るストリートボーイの少年とともに逃避行を続ける巻き込まれ型のサスペンスである。ペルマンにとって代表作のひとつとなっており、2024年に復刊された。
また、同年のスペシャル・ポリス叢書« Le ver dans l’île »（島の虫）も代表作のひとつに挙げられる。アガサ・クリスティーの名作『そして誰もいなくなった』が下敷きとなった、孤島を舞台に限定された登場人物たちの疑心暗鬼を描く心理サスペンスの佳作である。
1980年に« La maison dans les vignes »（ブドウ畑の家）をスペシャル・ポリス叢書から刊行。思春期の少年が殺人事件に巻き込まれる物語をブラック・ユーモア風に描いた傑作であり、同時にフランスの推理作家が好む「悪女もの」でもある。本作はペルマンの代表作のひとつとされおり、最高傑作に挙げる声もある。
1981年にスペシャル・ポリス叢書から刊行した『穢れなき殺人者』（Attention les fauves）でミステリ批評家賞を受賞。「アンファン・テリブル（恐るべき子供たち）」テーマのブラック・ユーモア風スリラーとして今日でも高く評価されている。なお、同作は創元推理文庫から日本語訳が刊行された。
また、同年にスペシャル・ポリス叢書から刊行した« L’inconnue du téléphone »（電話の向こうの見知らぬ女）の評価も高い。本作をペルマンの最高傑作に挙げる意見もある。間違い電話から事件に巻き込まれるスリラーは、フランスの推理小説ではすでにボワロー＝ナルスジャックの『死は言った、おそらく…』やアンドレ＝ポール・デュシャトーの『五時から七時までの死』といった傑作が書かれているが、完成度ではブリス・ペルマンが最も優れている。
1982年にはスペシャル・ポリス叢書から、児童誘拐を描いたサスペンス« Un innocent, ça trompe »（罪なき者はかく欺けり）を刊行し、ジョルジュ・ギユ推理小説大賞（Grand prix Georges Guille du roman policier）を受賞。
また、同年のスペシャル・ポリス叢書『酒中有真（酒の中に真有り）』（In vino veritas）を代表作のひとつに挙げる意見もある。
1983年に『顔のない告発者』（L’affaire d’Hauterive）をスペシャル・ポリス叢書から刊行。創元推理文庫から日本語訳が刊行され、1990年に火曜サスペンス劇場でTVドラマ化された。1991年にはフランスでもTVドラマ化されている。
1984年のスペシャル・ポリス叢書« L’avenir dans le dos »（背後の未来）も佳作のひとつと評価されている。この作品は、ブリス・ペルマンに対して小説家レオ・マレ（Léo Malet）が過去の恋愛体験を語り、その話をもとにサスペンス小説を書いて欲しいと勧めたことから構想が練られた。
1985年に« Le jardin des morts »（死者の庭園）をスペシャル・ポリス叢書から刊行。少年と少女が廃墟と化した庭園で女性の他殺体を発見したことから事件に巻き込まれる物語である。ペルマンが得意とする、犯罪に巻き込まれる少年少女を描くサスペンスであり、中期の代表作のひとつといえる。
また、同年には約20年ぶりにピエール・ダルシス名義を使った長編« L’amour à vif »（むき出しの愛）を、フルーヴ・ノワール以外の出版社から刊行している。本作もまたペルマンにとって最高傑作のひとつと評価されている。
1986年を最後にスペシャル・ポリス叢書の執筆から離れる。1989年から91年までの間はドゥノエル書店（Éditions Denoël）の「めまい叢書」（Sueurs froides）から3冊を刊行した（内1冊はジョルジュ・ギユ推理小説大賞受賞作« Un innocent, ça trompe »の復刊）。
1992年にはフルーヴ・ノワール社に戻り、長編2冊を刊行している。それ以降、長編の発表は少なくなるが、1996年から2000年までの間は、« Nous Deux »などの雑誌に短編を発表し続けた。
1990年代後半にはファンタジー小説に進出する。1995年に冒険ファンタジー小説« Le trésor de la Casbah Souira »（カスバ・スイラの秘宝）を発表。1998年には続編« La pierre Makatea »（マカテアの宝石）を発表している。
2004年、死去。
同年代に活躍したジャン＝パトリック・マンシェットや後進のティエリ・ジョンケといったネオ・ポラール勢の陰に隠れた形となり、現在のフランスでは忘れられた作家になりつつある。しかしフランスの推理小説愛好家の間では熱心なファンを持ち続けている。2024年に« Welcome & Zoé »（少年ウェルカムと少女ゾーエ）が復刊されるなど、再評価の動きも現れている。

## 主な作品

### ブリス・ペルマン名義
| 公開年 | 作品名                         | 原題                                |
| ------ | ------------------------------ | ----------------------------------- |
| 1968年 | 『片目の男を殺せ』             | Borgne à tuer                       |
| 1969年 | 『バレエを踊る死体』           | Ballet de corps                     |
| 1969年 | 『小さくて素敵な町』           | Un bon petit bled                   |
| 1970年 | 『悪魔の隠れ家』               | Le havre du diable                  |
| 1970年 | 『ムーンライト・セレナーデ』   | Dansez maintenant                   |
| 1971年 | 『金庫破り作戦』               | Opération à coffre ouvert           |
| 1971年 | 『喪には喪を』                 | Deuil pour deuil                    |
| 1971年 | 『ゴキブリ』                   | Les cafards                         |
| 1972年 | 『早すぎた死』                 | Morte avant terme                   |
| 1972年 | 『身代わり』                   | Le souffre-douleur                  |
| 1972年 | 『アンジェラ』                 | Angela                              |
| 1973年 | 『羽毛と死人』                 | Les mues et les morts               |
| 1973年 | 『セックスとベーコン』         | Sex and bacon                       |
| 1973年 | 『強盗の解剖学』               | Anatomie d’un casse                 |
| 1974年 | 『コナクリーの終焉』           | Conakry, c’est fini                 |
| 1974年 | 『太陽のトカゲ』               | La lézarde au soleil                |
| 1975年 | 『葬儀屋よ永遠に』             | Croque-mort à toute heure           |
| 1976年 | 『サイコドラマ』               | Psychodrame                         |
| 1976年 | 『楽園に死す』                 | Mourir au paradis                   |
| 1977年 | 『冷凍庫』                     | Le congélateur                      |
| 1977年 | 『アナベル、あなたは誰？』     | Annabelle, qui es-tu ?              |
| 1978年 | 『赤毛女かくの如し』           | Une rousse comme ça                 |
| 1978年 | 『クロエの受難』               | Chloé en eau trouble                |
| 1978年 | 『メスクラのバルコニー』       | Les balcons de la Mescla            |
| 1978年 | 『徘徊者』                     | Celle qui rôdait                    |
| 1979年 | 『島の虫』                     | Le ver dans l’île                   |
| 1979年 | 『男爵夫人がお待ちかね』       | La baronne est servie               |
| 1979年 | 『少年ウェルカムと少女ゾーエ』 | Welcome & Zoé                       |
| 1979年 | 『ピレウスの教祖』             | Le gourou du Pirée                  |
| 1980年 | 『宝船』                       | La péniche au trésor                |
| 1980年 | 『曲がった頭』                 | La tête de travers                  |
| 1980年 | 『ブドウ畑の家』               | La maison dans les vignes           |
| 1981年 | 『レディ・セックス』           | Lady Sex                            |
| 1981年 | 『マジシャンの失敗』           | Échec au mage                       |
| 1981年 | 『穢れなき殺人者』             | Attention les fauves                |
| 1981年 | 『電話の向こうの見知らぬ女』   | L’inconnue du téléphone             |
| 1982年 | 『酒中有真（酒の中に真有り）』 | In vino veritas                     |
| 1982年 | 『悪魔の巻き髪』               | La chignole du diable               |
| 1982年 | 『罪なき者はかく欺けり』       | Un innocent, ça trompe              |
| 1983年 | 『顔のない告発者』             | L’affaire d’Hauterive               |
| 1983年 | 『ポルトフィーノ終着港』       | Terminus Portofino                  |
| 1983年 | 『パリ地下鉄駅』               | Métro-Convention                    |
| 1984年 | 『美しき逃走』                 | L’échappée belle                    |
| 1984年 | 『背後の未来』                 | L’avenir dans le dos                |
| 1985年 | 『手品』                       | Passe-passe                         |
| 1985年 | 『死者の庭園』                 | Le jardin des morts                 |
| 1985年 | 『共謀』                       | La connivence                       |
| 1986年 | 『キス・ミー・ビーチ』         | Kiss-me beach                       |
| 1987年 | 『シーソー』                   | La bascule                          |
| 1989年 | 『茶トラ猫の本当の話』         | La véritable histoire du chat jaune |
| 1990年 | 『踊り子』                     | La danseuse                         |
| 1992年 | 『孔雀の羽根』                 | Les plumes du paon                  |
| 1992年 | 『第三の犠牲者』               | La troisième victime                |

### ファンタジー小説
| 刊行年 | 作品名                   | 原題                          |
| ------ | ------------------------ | ----------------------------- |
| 1995年 | 『カスバ・スイラの秘宝』 | Le Trésor de la Casbah Souira |
| 1998年 | 『マカテアの宝石』       | La pierre Makatea             |

### ピエール・ダルシス名義
| 刊行年 | 作品名             | 原題                           |
| ------ | ------------------ | ------------------------------ |
| 1960年 | 『死体と私』       | Le cadavre et moi              |
| 1964年 | 『地獄への舗道』   | Un pavé pour l’enfer           |
| 1965年 | 『ぼやけた影』     | L’estompe                      |
| 1965年 | 『二重スパイ組織』 | Le syndicat des agents doubles |
| 1967年 | 『エルベ川の死体』 | Les cadavres de l’Elbe         |
| 1985年 | 『むき出しの愛』   | L’amour à vif                  |

### 短編小説
| 発表年 | 作品名                           | 原題                         |
| ------ | -------------------------------- | ---------------------------- |
| 1962年 | 『死後の混乱』                   | Complexe posthume            |
| 1964年 | 『一発の弾丸』                   | Une seule balle              |
| 1967年 | 『カメラが見ていた』             | Sous l’œil des caméras       |
| 1967年 | 『行動』                         | Passage à l’acte             |
| 1973年 | 『責任転嫁』                     | La main passe                |
| 1980年 | 『パッカー』                     | L’emballeur                  |
| 1980年 | 『逃避行』                       | Le voyage manqué             |
| 1981年 | 『遅れた殺人』                   | Meurtre en différé           |
| 1982年 | 『ミスター・プリュ』             | Mister Plus                  |
| 1984年 | 『バックラッシュ』               | Choc en retour               |
| 1985年 | 『我を信ぜよ』                   | Faites-moi confiance         |
| 1987年 | 『どうしてこんなことを？』       | Pourquoi faites-vous ça ?    |
| 1987年 | 『罪の名のもとに』               | Au nom du crime              |
| 1987年 | 『私は愛しすぎた』               | Je l’aurais tant aimée       |
| 1989年 | 『サーモン』                     | Le saumon                    |
| 1989年 | 『呪われた晩餐』                 | Dîner maudit                 |
| 1989年 | 『大いなる浪費』                 | Le grand gâchis              |
| 1990年 | 『ポイ・ポイ』                   | Poye-poye                    |
| 1991年 | 『ゴミ捨て場』                   | Le vide-ordures              |
| 1991年 | 『イルマ夫人の予言』             | La prédiction de Mme Irma    |
| 1991年 | 『死神がダンスをリードするとき』 | Quand la mort mène le bal    |
| 1991年 | 『ソルオーの失踪』               | La disparue de Solehau       |
| 1996年 | 『ミランダ』                     | Miranda                      |
| 1996年 | 『何もうまくいかない！』         | Rien ne va plus !            |
| 1996年 | 『大掃除』                       | Le grand nettoyage           |
| 1996年 | 『殺人的な情熱』                 | Passions meurtrières         |
| 1996年 | 『投与量の問題…』                | Une question de dosage…      |
| 1996年 | 『かまきり』                     | La mante religieuse          |
| 1996年 | 『脅迫者』                       | Le maître chanteur           |
| 1996年 | 『教祖』                         | Le gourou                    |
| 1996年 | 『致命的な試験』                 | L’épreuve fatale             |
| 1996年 | 『閉鎖空間での殺人』             | Meurtre en lieu clos         |
| 1997年 | 『運命からの救いの手』           | Un coup de pouce du destin   |
| 1997年 | 『カーテンが閉められた部屋』     | La chambre aux rideaux tirés |
| 1997年 | 『パリ＝ニース間の犯罪』         | Le crime du Paris-Nice       |
| 1998年 | 『脱獄囚』                       | Un prisonnier en cavale      |
| 1998年 | 『衝撃的な報い』                 | Choc en retour               |
| 1999年 | 『楽園の悪魔』                   | Un diable au paradis         |
| 1999年 | 『親友』                         | La confidente                |
| 2000年 | 『悪の根元』                     | Les racines du mal           |

## 受賞
- ミステリ批評家賞 - 1982年受賞

『穢れなき殺人者』 Attention les fauves 1981年発表
- ジョルジュ・ギユ推理小説大賞

« Un innocent, ça trompe »（罪なき者はかく欺けり） 1982年発表

## 映像化作品
- 火曜サスペンス劇場
  - 『顔のない告発者』（1990）

演出：松尾昭典　脚本：宮川一郎
出演：山下智子、江原真二郎、汀夏子、山下規介
- « Le triplé gagnant »
  - « L’affaire d’Hauterive » (1991)

監督：ベルナール・ヴィヨ　原作：ブリス・ペルマン（『顔のない告発者』）　脚本：ラシーヌ・ギヨメット
出演：レイモン・ペルグラン、ティエリ・ロード、ジャン＝ミシェル・マルシァル、ジャン＝ループ・ヴォルフ